# Guram Kostawa
Guram Kostawa (gruz. გურამ კოსტავა, ur. 18 czerwca 1937 w Tbilisi, zm. 19 czerwca 2024) – gruziński szpadzista reprezentujący ZSRR, dwukrotny medalista olimpijski i wielokrotny medalista mistrzostw świata.
Na igrzyskach olimpijskich w Rzymie w 1960 roku reprezentacja ZSRR w składzie: Guram Kostawa, Bruno Habārovs, Arnold Czernuszewicz, Walentin Czernikow i Aleksandr Pawłowski zdobyła brązowy medal. W turnieju indywidualnym odpadł w półfinałach. Na rozgrywanych cztery lata później igrzyskach olimpijskich w Tokio zdobył brązowy medal w turnieju indywidualnym. W rundzie finałowej wygrał jedną z trzech walk, zdobywając tyle samo punktów co Włoch Gianluigi Saccaro; w walce barażowej o brązowy medal wygrał z Saccaro 5:0. W zawodach drużynowych był tym razem siódmy.
Podczas mistrzostw świata w Budapeszcie w 1959 roku wspólnie z Arnoldem Czernuszewiczem, Walentinem Czernikowem, Bruno Habārovsem i Witalijem Chodosowskim zdobył srebrny medal w zawodach drużynowych. W tej samej konkurencji reprezentacja ZSRR z Kostawą w składzie zdobywała następnie złote medale na mistrzostwach świata w Turynie (1961) i mistrzostwach świata w Montrealu (1967), srebrny podczas mistrzostw świata w Moskwie (1966) oraz brązowy na mistrzostwach świata w Paryżu (1965). Ponadto wywalczył także brązowe medale indywidualnie na mistrzostwach świata w Gdańsku w 1963 (plasując się za Austriakiem Rolandem Losertem i Francuzem Yvesem Dreyfusem) oraz mistrzostwach świata w Paryżu w 1965 (za Węgrem Zoltánem Nemere i Brytyjczykiem Billem Hoskynsem).
W 1961 roku został indywidualnym mistrzem ZSRR.